# Système orthographique républicain (Indonésie)
Le système orthographique républicain (en indonésien : ejaan republik, dans le système orthographique actuel, ou edjaan Republik, lorsqu'il est écrit dans ce système orthographique) ou Orthographe Soewandi (en indonésien : ejaan Soewandi, lorsqu'il est écrit actuellement, ou edjaan Soewandi, en système républicain) était l'orthographe utilisée pour l'indonésien du 17 mars 1947 à 1972.

## Contexte
Cette orthographe a remplacé le système d'orthographe précédent, le système d'orthographe Van Ophuijsen, en vigueur depuis 1901. Bien qu'il ait quelque peu simplifié le système de van Ophuijsen (notamment avec l'introduction de la lettre u et la suppression des signes diacritiques), il a conservé d'autres aspects de l'ancien système, tels que les digraphes néerlandaise ch, dj et tj.
L'orthographe Soewandi a été exposée à des critiques constantes de la part des intellectuels, principalement des professeurs d'indonésien, au début des années 1950. Ces critiques étaient de deux ordres : d'une part, le manque de normes cohérentes, notamment dans l'orthographe des mots étrangers et semi-naturalisés, et d'autre part le manque de distinction entre certains phonèmes, ce qui rendait plus difficile l'enseignement d'une prononciation correcte.
Le système orthographique républicain a été en vigueur de 1947 à 1972, date à laquelle il a été remplacé par le système orthographique amélioré (Ejaan yang Disempurnakan, EYD), sous le mandat de Mashuri Saleh comme ministre de l'Éducation et de la Culture.

## Caractéristiques
Les différences entre la graphie Van Ophuijsen et ce système sont ,:
- La voyelle [u], qui s'écrivait ⟨oe⟩, est devenu ⟨u⟩, par exemple goeroe est devenu guru .
- Le signe ⟨'⟩ ou ⟨ ʼ ⟩ indiquant un coup de glotte (hamzah) [ʔ] et ⟨ʻ⟩ pour l'arabe y ⟨ع⟩ devaient être abolis en position initiale de syllabe et remplacés par ⟨k⟩ en position finale de syllabe, comme tak (anciennement ta'), pak (anciennement pa'), maklum (anciennement ma'lum ) et rakjat (anciennement ra'jat).
- Les mots redoublés pouvaient être écrits en utilisant le chiffre 2, par exemple ubur2, ber-main2 et ke-barat2-an.
- Le préfixe di- et la préposition di étaient écrits sans espace après la préposition ou le préfixe. Ainsi, la préposition di (par exemple dirumah et disawah) n'était pas différencié du préfixe di- (par exemple dibeliet ).
- La différence entre les phonèmes de ⟨e⟩, indiqués [ ə ] et ⟨é⟩ avec un accent aigu servant à écrire [ ɛ ] a été abolie : les deux s'écrivent ⟨e⟩.
- La différence entre les diphtongues et les séquences de voyelles (indiquée par la présence de tréma ) est abolie. Les deux s'écrivent sans tréma.

### Voir également
- Système orthographique de Van Ophuijsen
- Système d'orthographe indonésien amélioré
- Dari Ejaan van Ophuijsen Hingga EYD (in Indonesian)